# Hylaeus scrobicauda
Hylaeus scrobicauda is een vliesvleugelig insect uit de familie Colletidae. De wetenschappelijke naam van de soort is voor het eerst geldig gepubliceerd in 1901 door Vachal.